# Vlag van Tanzania

Vlag van Tanzania (ratio 2:3)

De vlag van Tanzania werd aangenomen op 30 juni 1964, het jaar dat het land ontstond uit het samengaan van Tanganyika met de Volksrepubliek Zanzibar en Pemba. De vlag is diagonaal verdeeld door een geel-zwart-gele band. De linkerbovenhoek is groen, de rechteronderhoek is blauw.
Zoals de naam van het land een combinatie is van Tanganyika en Zanzibar, zo is de vlag een samensmelting van de vlaggen van deze voormalige staten. De vlag van Tanganyika is horizontaal gestreept in de kleuren groen-geel-zwart-geel-groen. De vlag van Zanzibar was tot 1964 een horizontaal gestreepte driekleur in zwart-geel-blauw. Sinds januari 2005 gebruikt Zanzibar een blauw-zwart-groene driekleur met in het kanton de Tanzaniaanse vlag.

## Symboliek
De kleuren en symbolen van de vlag hebben een culturele, politieke en regionale betekenis. Het groen verwijst naar de natuurlijke vegetatie en de "rijke landbouwbronnen" van het land, terwijl het zwart staat voor het Swahili volk dat oorspronkelijk uit Tanzania komt. Het blauw staat voor de Indische Oceaan en de vele meren en rivieren van het land. De dunne strepen staan voor de minerale rijkdom van Tanzania, afkomstig van de "rijke afzettingen" in het land. Whitney Smith in de Encyclopædia Britannica en Dorling Kindersley's Complete Flags of the World beschrijven de fimbriations als geel, maar andere bronnen - zoals The World Factbook en Simon Clarke in het tijdschrift Azania: Archaeological Research in Africa - beweren dat het eigenlijk goud is.

## Geschiedenis
Het Verenigd Koninkrijk bezette - samen met zijn dominantie Zuid-Afrika en medegeallieerde mogendheid België - het grootste deel van Duits-Oost-Afrika in 1916 tijdens de Oost-Afrikaanse Campagne. Drie jaar later kregen de Britten de taak om het Tanganyikagebied te beheren als mandaatgebied van de Volkenbond. Het werd een trustgebied na de Tweede Wereldoorlog, toen de Volkenbond in 1946 ophield te bestaan en de Verenigde Naties werden gevormd. In 1954 werd de Tanganyika African Association - die zich uitsprak tegen de Britse koloniale overheersing - de Tanganyika African National Union (TANU) onder leiding van Julius Nyerere en Oscar Kambona. De politieke partij streefde naar onafhankelijkheid voor het gebied; de vlag was een driekleur bestaande uit drie horizontale groene, zwarte en gele banden. Kort voor de onafhankelijkheid in 1961 werden er verkiezingen gehouden in Tanganyika. Nadat de TANU ruim won, adviseerden de Britse koloniale leiders hen om het ontwerp van de vlag van hun partij te gebruiken als inspiratie voor een nieuwe nationale vlag. Als gevolg hiervan werden gele strepen toegevoegd en werd Tanganyika onafhankelijk op 9 december 1961.
Het Sultanaat Zanzibar - dat tot 1963 een Brits protectoraat was - gebruikte een rode vlag tijdens zijn heerschappij over het eiland. De laatste sultan werd omvergeworpen in de Revolutie van Zanzibar op 12 januari 1964 en de Afro-Shirazi Partij - de regerende politieke partij van de nieuw gevormde Volksrepubliek Zanzibar en Pemba - nam de volgende maand een nationale vlag aan die geïnspireerd was op haar eigen partijvlag. Deze bestond uit een driekleur met drie horizontale blauwe, zwarte en groene banden.
In april 1964 verenigden Tanganyika en Zanzibar zich om één land te vormen - de Verenigde Republiek Tanzania. Daarom werden de vlagontwerpen van de twee staten samengevoegd tot een nieuwe nationale vlag. De groene en zwarte kleuren van de vlag van Tanganyika werden behouden samen met het blauw van de vlag van Zanzibar, met een diagonaal ontwerp "voor het onderscheidend vermogen". Dit gecombineerde ontwerp werd aangenomen op 30 juni 1964. Het stond op de eerste set postzegels uitgegeven door het nieuwe verenigde land.
| Vlag | Periode              | Functie                                               | Beschrijving |
| ---- | -------------------- | ----------------------------------------------------- | --- |
|      | 1893-1919            | Vlag van Duits Oost-Afrika                            | Horizontale zwart-wit-rode velden met de Duitse Reichsadler in een witte cirkel in het midden.                                                            |
|      | 1919–1961            | Vlag van het Tanganyika-gebied                        | Een Brits Rood vaandel met het embleem van het Britse Mandaatgebied (een Brits UN Trust Territory na 1946) gecentreerd op de buitenste helft van de vlag. |
|      | 1961–1964            | Vlag van Republiek Tanganyika                         | Een groen veld met een goudgerande zwarte horizontale band in het midden.                                                                                 |
|      | 1896–1963            | Vlag van het Sultanaat Zanzibar (Britse protectoraat) | Een effen rood veld. |
|      | 1963–1964            | Vlag van het Sultanaat Zanzibar                       | Een rood veld met in het midden een groene schijf met in het midden twee gele kruidnagels.                                                                |
|      | januari - april 1964 | Vlag van de Volksrepubliek Zanzibar en Pemba          | Een horizontale Driekleur van blauw, zwart en groen. |